# Venezuela i olympiska sommarspelen 1976
Venezuela deltog med 32 deltagare vid de olympiska sommarspelen 1976 i Montréal. Totalt vann de en silvermedalj.

## Medaljer

### Silver
- Pedro Gamarro - Boxning, weltervikt.

## Boxning
| Boxare               | Gren            | 32-delsfinal           | Sextondelsfinal         | Åttondelsfinal           | Kvartsfinal              | Semifinal               | Final                  | Final            |
| Boxare               | Gren            | Motståndare Resultat   | Motståndare Resultat    | Motståndare Resultat     | Motståndare Resultat     | Motståndare Resultat    | Motståndare Resultat   | Placering        |
| -------------------- | --------------- | ---------------------- | ----------------------- | ------------------------ | ------------------------ | ----------------------- | ---------------------- | ---------------- |
| Armando Guevara      | Lätt flugvikt   | i.u.                   | E Baltar (PHI) W 5-0    | D Geilich (GDR) W 5-0    | Li Byong-Uk (PRK) L 2-3  | Gick inte vidare        | Gick inte vidare       | Gick inte vidare |
| Alfredo Pérez        | Flugvikt        | E Ríos (MEX) W 5-0     | S El-Ashry (EGY) W W/O  | G Kostadinov (BUL) W 5-0 | L Błażyński (POL) L 2-3  | Gick inte vidare        | Gick inte vidare       | Gick inte vidare |
| Jovito Rengifo       | Bantamvikt      | B Muwanga (UGA) W 5-0  | O Martínez (CUB) L 0-5  | Gick inte vidare         | Gick inte vidare         | Gick inte vidare        | Gick inte vidare       | Gick inte vidare |
| Angel Pacheco        | Fjädervikt      | S Calderón (COL) W 5-0 | C Calderón (PUR) W 5-0  | A Herrera (CUB) L 0-5    | Gick inte vidare         | Gick inte vidare        | Gick inte vidare       | Gick inte vidare |
| Nelson Calzadilla    | Lättvikt        | Bye                    | E Gonzalez (NIC) W 5-0  | S Cuţov (ROU) L 5-0      | Gick inte vidare         | Gick inte vidare        | Gick inte vidare       | Gick inte vidare |
| Jesús Navas          | Lätt weltervikt | J Okoth (UGA) W W/O    | U Beyer (GDR) L 0-5     | Gick inte vidare         | Gick inte vidare         | Gick inte vidare        | Gick inte vidare       | Gick inte vidare |
| Pedro Gamarro        | Weltervikt      | Bye                    | M Beneš (YUG) W 5-0     | E Correa (CUB) W RSC-3   | C Jackson (USA) W 3-2    | R Skricek (FRG) W RSC-3 | J Bachfeld (GDR) L 2-3 | 2                |
| Alfredo Lemus        | Lätt mellanvikt | i.u.                   | M Dawuda (GHA) W W/O    | R Davies (GBR) W 4-1     | V Savtjenko (URS) L KO-2 | Gick inte vidare        | Gick inte vidare       | Gick inte vidare |
| Fulgencio Obelmejias | Mellanvikt      | i.u.                   | L Martínez (CUB) L 5-0  | Gick inte vidare         | Gick inte vidare         | Gick inte vidare        | Gick inte vidare       | Gick inte vidare |
| Ernesto Sánchez      | Lätt tungvikt   | i.u.                   | G Stoymenov (BUL) L 5-0 | Gick inte vidare         | Gick inte vidare         | Gick inte vidare        | Gick inte vidare       | Gick inte vidare |

## Cykling
Herrarnas linjelopp
- Ramón Noriega — 5:03:13,0 (→ 53:e plats)
- José Ollarves — 5:07:09,0 (→ 58:e plats)
- Justo Galaviz — fullföljde inte(→ ingen placering)
- Nicolas Reidtler — fullföljde inte(→ ingen placering)

Herrarnas lagtempolopp
- José Ollarves
- Justo Galaviz
- Jesús Escalona
- Serafino Silva